# Ottavio Piccolomini
Ottavio Piccolomini (Florència, Toscana, 11 de novembre de 1599 - 11 d'agost de 1656 en caure del cavall) Fou un militar italià pertanyent a la família Piccolomini.
Duc d'Amalfi, després de servir als exèrcits espanyols a Milà, formà part del regiment enviat a Alemanya en auxili de l'emperador, participà en la batalla de la Muntanya Blanca i tornà al servei d'Espanya, ingressant el 1627 en l'exèrcit d'Albrecht Wallenstein, on al cap de poc temps ascendí a capità del cos de guàrdia del general alemany.
Es distingí per la seva valentia a la batalla de Lützen de 16 de novembre de 1632, mereixent que l'emperador el nomenés mestre general de la Guàrdia i el 1633 general de cavalleria. Causant amb Matthias Gallas, Johann von Aldringen i Baltasar de Marradas de l'assassinat de Wallenstein de la confiança del qual gaudien, Piccolomini va rebre pels seus bons serveis els dominis de Wallenstein la sobirania de Nachod, 10.000 florins i la dignitat de mariscal.
Arran de la batalla de Nördlingen el 5 de setembre de 1634, avançà successivament, i sota el comandament de Gallas, fins a França, però després se separà d'aquest i passà el 1635 a les Províncies Unides, on va prendre Schenkenschans i les ciutats properes de Kleve, Goch, Kalkar, Kranenburg i Gennep, que asseguraven la connexió de Schenkenschans amb Valkenburg i Limburg aïllant Maastricht. Felip IV i Olivares es van mostrar entusiasmats amb el resultat i convençuts que amb els Schenkenschan a les seves mans la guerra es podria fer al cor de la República. El cardenal-infant va rebre l'ordre de mantenir la plaça a tota costa. Frederic Enric d'Orange-Nassau, conscient del perill, es va dirigir al reducte i el va bloquejar tot l'hivern, i l'abril de 1636 va ser recuperada després d'un fort bombardeig.
El 1639 derrotà al marquès de Feuquieres que assetjava Thionville i va morir en la batalla, arribant al cim de la glòria militar. En retirar-se Gallas fou cridat al teatre de guerra alemany a ajudar al nou comandant principal dels imperials, el germà de l'emperador, l'arxiduc Leopold Guillem d'Habsburg, i junts van repel·lir els suecs de Johan Banér i van assegurar Bohèmia i Saxònia el 1640 però van fracassar en vèncer l'exèrcit suec en batalla. Després del fracàs de Banér d'atacar el Reichstag de Ratisbona el gener de 1641, Piccolomini i Gottfried Huyn von Geleen el van perseguir amb la força imperial i bavaresa unida. No obstant això, Piccolomini només va poder atrapar i derrotar la rereguarda de l'exèrcit de Banér a Neunburg vorm Wald i Preßnitz mentre la resta escapava. El novembre de 1642, els imperials finalment es van enfrontar a tot l'exèrcit suec, però van perdre la batalla de Breitenfeld contra Lennart Torstensson i arran de la derrota entra al servei d'Espanya el 1643 i batallà en els Països Baixos contra els suecs i holandesos. Encarregat de l'alt comandament el 1648 i nomenat mariscal de camp, en el conveni de Nuremberg (1649) fou elevat a general plenipotenciari imperial i anomenat per l'emperador príncep imperial, després d'haver estat afavorit el 1639 pel rei d'Espanya amb el ducat d'Amalfi per a ell i els seus descendents.

## El fill
El seu fill Giuseppe Silvio, el Max del Wallenstein de Friedrich von Schiller, fou assassinat pels suecs després de la batalla de Jankau, el 1645, i els seus títols i dominis passaren al seu nebot, Ottavio Eneas Giuseppe, que morí sense successió el 1757.